# Selecció femenina de futbol de Bèlgica
La selecció femenina de futbol de Bèlgica representa a Bèlgica a les competicions futbolìstiques femenines internacionals de seleccions nacionals. Actualment ocupa la 26ª posició al Ranking FIFA, i l'Eurocopa 2017 serà el seu debut a una fase final.

## Actual plantilla
Convocatòria de setembre de 2016 per a la classificació per a l'Eurocopa 2017. Les banderes representen la lliga on juga la jugadora.
| Porteres | Porteres      | Defenses | Defenses             | Centrecampistes | Centrecampistes | Davanteres | Davanteres       |
| -------- | ------------- | -------- | -------------------- | --------------- | --------------- | ---------- | ---------------- |
| 01       | Justin Odeurs | 03       | Heleen Jaques        | 06              | Tine de Caigny  | 02         | Davina Philtjens |
| 12       | Diede Lemey   | 05       | Lorca van de Putte   | 07              | Eike van Gorp   | 09         | Tessa Wullaert   |
|          |               | 19       | Imke Courtois        | 11              | Janice Cayman   | 10         | Aline Zeler (C)  |
|          |               | 22       | Laura Deloose        | 14              | Lenie Onzia     | 13         | Tine Schryvers   |
|          |               | 23       | Ellen van Wynendaele | 15              | Sara Yuceil     |            |                  |
|          |               |          |                      | 15              | Lien Mermans    |            |                  |
|          |               |          |                      | 17              | Julie Biesmans  |            |                  |

## Històric
| Primer partit                       | França 1-2 Bèlgica (30/05/1976)       |                                  |
| Majors victòries                    | Bèlgica 11-0 Azerbaidjan (19/06/2010) | Bèlgica 11-0 Grècia (13/09/2014) |
| Majors derrotes                     | Noruega 8-0 Bèlgica (26/09/1992)      | Espanya 9-1 Bèlgica (29/02/2004) |
| Millor resultat al Mundial          |                                       |                                  |
| Millor resultat als Jocs Olímpics   |                                       |                                  |
| Millor resultat a l'Eurocopa        |                                       |                                  |
| Millor posició al Ranking FIFA      | 26è (2016)                            |                                  |
| Pitjor posició al Ranking FIFA      | 35è (2011)                            |                                  |
| Jogadora amb més internacionalitats | Femke Maes (84)                       |                                  |
| Jogadora amb més gols               | Tessa Wullaert (28)                   |                                  |

| JOCS OLÍMPICS | JOCS OLÍMPICS    | JOCS OLÍMPICS | JOCS OLÍMPICS    | JOCS OLÍMPICS    | JOCS OLÍMPICS   | JOCS OLÍMPICS | JOCS OLÍMPICS  | JOCS OLÍMPICS | JOCS OLÍMPICS |
| Edició        | Classificació    | Classificació | Fase final       | Fase final       | Fase final      | Fase final    | Fase final     |               |               |
| Edició        |                  |               | Setzens de final | Vuitens de final | Quarts de final | Semifinals    | Final / Bronze |               |               |
| ------------- | ---------------- | ------------- | ---------------- | ---------------- | --------------- | ------------- | -------------- | ------------- | ------------- |
| 1996          | Mundial 1995     |               |                  |                  |                 |               |                |               |               |
| 2000          | Mundial 1999     |               |                  |                  |                 |               |                |               |               |
| 2004          | Mundial 2003     |               |                  |                  |                 |               |                |               |               |
| 2008          | Mundial 2007     |               |                  |                  |                 |               |                |               |               |
| 2012          | Mundial 2011     |               |                  |                  |                 |               |                |               |               |
| 2016          | Mundial 2015     |               |                  |                  |                 |               |                |               |               |
| MUNDIAL       |                  |               |                  |                  |                 |               |                |               |               |
| Edició        | Classificació    | Classificació | Fase final       | Fase final       | Fase final      | Fase final    | Fase final     |               |               |
| Edició        | Fase regular     | Play-offs     | Setzens de final | Vuitens de final | Quarts de final | Semifinals    | Final / Bronze |               |               |
| 1991          | Eurocopa 1991    |               |                  |                  |                 |               |                |               |               |
| 1995          | Eurocopa 1995    |               |                  |                  |                 |               |                |               |               |
| 1999          | Rússia ¹         |               |                  |                  |                 |               |                |               |               |
| 2003          | Segona Divisió   |               |                  |                  |                 |               |                |               |               |
| 2007          | Dinamarca ¹      |               |                  |                  |                 |               |                |               |               |
| 2011          | Suècia ¹         |               |                  |                  |                 |               |                |               |               |
| 2015          | Països Baixos ¹  |               |                  |                  |                 |               |                |               |               |
| EUROCOPA      |                  |               |                  |                  |                 |               |                |               |               |
| Edició        | Classificació    | Classificació | Fase final       | Fase final       | Fase final      | Fase final    | Fase final     |               |               |
| Edició        | Fase regular     | Play-offs     | Setzens de final | Vuitens de final | Quarts de final | Semifinals    | Final / Bronze |               |               |
| 1984          | Dinamarca ¹      |               |                  |                  |                 |               |                |               |               |
| 1987          | Suècia ¹         |               |                  |                  |                 |               |                |               |               |
| 1989          | Txecoslovàquia ¹ |               |                  |                  |                 |               |                |               |               |
| 1991          | Anglaterra ¹     |               |                  |                  |                 |               |                |               |               |
| 1993          | Noruega ¹        |               |                  |                  |                 |               |                |               |               |
| 1995          | Anglaterra ¹     |               |                  |                  |                 |               |                |               |               |
| 1997          | Segona Divisió   |               |                  |                  |                 |               |                |               |               |
| 2001          | Segona Divisió   |               |                  |                  |                 |               |                |               |               |
| 2005          | Noruega ¹        |               |                  |                  |                 |               |                |               |               |
| 2009          | Països Baixos ¹  |               |                  |                  |                 |               |                |               |               |
| 2013          | Islàndia ¹       |               |                  |                  |                 |               |                |               |               |
| 2017          | Sèrbia ¹         |               |                  |                  |                 |               |                |               |               |

¹ Fase de grups. Selecció eliminada mitjor possicionada en cas de classificació, o selecció classifica pitjor possicionada en cas d'eliminació.